# Кирю
Кирю́ (яп. 桐生市 Кирю:-си) — город в Японии, находящийся в префектуре Гумма. Площадь города составляет 274,57 км², население — 119 100 человек (1 июля 2014), плотность населения — 433,77 чел./км².

## Географическое положение
Город расположен на острове Хонсю в префектуре Гумма региона Канто. С ним граничат города Маэбаси, Исэсаки, Ота, Нумата, Мидори, Асикага, Сано.

## Население
Население города составляет 119 100 человек (1 июля 2014), а плотность — 433,77 чел./км². Изменение численности населения с 1980 по 2005 годы:
| 1980 | 147 744 чел. |  |
| 1985 | 146 825 чел. |  |
| 1990 | 142 838 чел. |  |
| 1995 | 138 193 чел. |  |
| 2000 | 134 298 чел. |  |
| 2005 | 128 037 чел. |  |

## Символика
Деревом города считается османтус, цветком — шалфей сверкающий.